# Kávérí
Kávérí (tamilsky காவிரி, kannadsky ಕಾವೇರಿ, anglicky Kaveri River, ve starší transkripci Cauvery River) je řeka v jižní Indii (státy Karnátaka, Tamilnádu). Je 800 km dlouhá. Povodí má rozlohu přibližně 80 000 km².

## Průběh toku
Pramení na svazích Západního Ghátu. Teče jižní částí Dekanské vysočiny, kde místy protéká v úzkých skalnatých soutěskách a vytváří vodopády vysoké až 91 m. Při ústí do Bengálského zálivu vytváří deltu o rozloze přibližně 10 000 km².

## Vodní stav
Zdroj vody je dešťový a režim monzunový. Dvakrát za rok dochází k výraznému zvýšení vodnosti, v létě díky jihozápadním monzunům a v zimě na dolním toku díky severovýchodním monzunům. Průtok vody na středním toku u Metturu kolísá od 300 m³/s do 12 800 m³/s.

## Využití
Na vodopádech bylo vybudováno několik vodních elektráren. Také byly na řece postaveny dvě velké přehradní nádrže. Voda je využívána na zavlažování. Vodní doprava je možná v ústí a na několika nevelkých úsecích na středním toku.
Už od přelomu devatenáctého a dvacátého století jsou o vodu z Kávérí spory. Od doby samostatnosti Indie se jedná především o spory mezi oběma státy, kterými protéká – Tamilnádu by chtělo, aby Karnátaka pouštěla dost vody ze svého území a nespotřebovávala ji tolik u sebe.

## Zajímavosti
- V povodí této řeky byly roku 1978 objeveny zkamenělé kosti obřího sauropodního dinosaura, pojmenovaného roku 1987 jako Bruhathkayosaurus matleyi.[1] Mohlo se jednat o jednoho z největších známých dinosaurů vůbec. Tento záhadný dinosaurus, jehož fosilie se však brzy po objevu rozpadly, získal přezdívku "Titán z (pánve) Kávérí".[2]